# Gli orrori di Dolores Roach
Gli orrori di Dolores Roach (The Horror of Dolores Roach) è una serie televisiva statunitense ideata da Aaron Mark e ispirata al podcast Gli orrori di Dolores Roach, a sua volta basato sull'opera teatrale Empanada Loca.
La prima stagione è stata pubblicata in streaming su Prime Video il 7 luglio 2023 ed è stata accolta molto positivamente dalla critica e dal pubblico, con elogi per l'interpretazione di Justina Machado nel ruolo della protagonista.

## Trama
Dolores Roach viene rilasciata dopo un'ingiusta condanna di sedici anni di carcere per possesso e spaccio di droga. Tornata nel suo quartiere Washington Heights, a Manhattan, incontra un vecchio amico che la lascia lavorare come massaggiatrice clandestina nel suo ristorante di empanadas. La sua nuova stabilità viene minacciata e Dolores è costretta a incredibili sforzi per sopravvivere. Le cose si complicano quando, dopo aver ucciso per incidente il proprietario dell'immobile dove era situato il ristorante, la furia omicida di Dolores diventa inarrestabile.

## Personaggi e interpreti

### Personaggi principali
- Dolores Roach, interpretata da Justina Machado, doppiata da Emanuela Rossi. 
Protagonista della serie. Dopo aver scontato la pena di sedici anni di carcere per possesso e spaccio di droga fa ritorno al suo quartiere d'origine con l'intento di costruirsi una nuova vita. Gli scheletri del passato, però, le impediranno di raggiungere i suoi obiettivi e la trascineranno in una spirale d'orrore.
- Luis Batista, interpretato da Alejandro Hernandez, doppiato da Simone Crisari. 
 Amico di vecchia data di Dolores e proprietario di un ristorante di empanadas. Si offre di ospitarla vedendola in difficoltà ma in realtà ben presto rivelerà di provare dei sentimenti per lei; sentimenti talmente forti che lo porteranno a insabbiare i crimini sanguinosi di Dolores in modi estremi.
- Nellie Morris, interpretata da Kita Updike, doppiata da Veronica Puccio. 
 Cameriera nel ristorante di empanadas di Luis, ignara completamente delle attività criminali del proprietario e di Dolores.
- Jeremiah, interpretato da K. Todd Freeman, doppiato da Simone Mori. 
 Fornitore commerciale e amico di vecchia data dell'ormai defunto padre di Luis. Comincia ad insospettirsi quando in città iniziano a susseguirsi una serie di sparizioni di persone legate in qualche modo al ristorante di empanadas.

### Altri personaggi
- Flora Frias, interpretata da Jessica Pimentel, doppiata da Emanuela D'Amico. 
 È l'attrice che interpreta Dolores nello spettacolo a Broadway dedicato ai suoi crimini. Incontra la vera Dolores nel suo camerino che, con aria minacciosa, le racconta la sua storia non soddisfatta dell'immagine che Flora ha rappresentato di lei sul palco.
- Gideon Pearlman, interpretato da Marc Maron, doppiato da Riccardo Rossi. 
 Proprietario di numerosi immobili di New York, tra cui quello dove era situato il ristorante di Luis, il quale gli doveva un'importante cifra di denaro degli affitti arretrati. Sarà la prima vittima di Dolores.
- Jonah Pearlman, interpretato da Ilan Eskenazi, doppiato da Federico Campaiola. 
 È il figlio di Pearlman che giunge al locale di Luis per far luce sulla sparizione del padre. Inizia a una relazione con Nellie che lo aiuterà a far luce sull'omicidio.
- Dominic, interpretato da Anthony Grant. 
 Ex fidanzato di Dolores nel 2003, prima del suo arresto. Si scoprirà averla incastrata e usata come capro espiatorio per i suoi crimini. Sparisce della città e nessuno sembra avere più sue notizie.
- Joy, interpretata da Jean Yoon, doppiata da Daniela D'Angelo. 
 Cliente ficcanaso di Dolores. Insieme a sua sorella gestisce un salone di bellezza ma non hanno assunto Dolores come massaggiatrice per i suoi precedenti penali.
- Marcie, interpretata da Judy Reyes, doppiata da Paola Majano. 
 È una spacciatrice di Washington Heights, sospettosa che Dolores le rubi la clientela spacciando e l'attività dei massaggi sia solo una copertura. Sarà la sua seconda vittima.
- Caleb Sweetzer, interpretato da Jeffrey Self, doppiato da Emanuele Ruzza. 
 Cliente di Dolores che conduce un podcast. Sarà proprio lui a raccontare la sua storia e ad addattarla come spettacolo teatrale.
- Ruthie, interpretata da Cyndi Lauper. 
 È un'investigatrice privata assunta da Dolores per mettersi sulle tracce di Dominic. Per una serie di sfortunate coincidenze entra in contatto con Jonah che la assume a sua volta per cercare suo padre scomparso. Le sue indagini la portano ad accusare Dolores la quale si vede costretta ad eliminarla.
- Hector, interpretato da Jimmy Alvarez. 
 Spacciatore di Washington Heights e cliente di Dolores. Muore a seguito di una reazione allergica dovuta ad una crema profumata con cui Dolores massaggiava ma finirà ugualmente nel calderone insieme agli altri omicidi.
- Tabitha, interpretata da Maureen Cassidy. 
 Compagna di cella di Dolores ai tempi della sua detenzione. Insieme alle tecniche di massaggiamento, Tabitha ha insegnato a Dolores come uccidere una persona.

## Episodi
| Stagione       | Episodi | Pubblicazione USA | Pubblicazione Italia |
| -------------- | ------- | ----------------- | -------------------- |
| Prima stagione | 8       | 2023              | 2023                 |

## Produzione
Nel maggio 2020 è stato annunciato che la Blumhouse Productions stava lavorando ad un adattamento televisivo del podcast Gli orrori di Dolores Roach con Daphne Rubin-Vega, interprete di Dolores nella versione teatrale, nel ruolo di produttrice esecutiva. Il 3 febbraio 2022 gli Amazon Studios hanno dato il via alla produzione della serie composta da otto episodi. Lo stesso giorno è stato annunciato che Justina Machado, Alejandro Hernandez e K. Todd Freeman avrebbero ricoperto i ruoli principali. Nei mesi seguenti viene completato il cast con Judy Reyes, Marc Maron, Jeffrey Self e Cyndi Lauper.
Nel novembre 2023, la serie viene ufficialmente cancellata dopo una sola stagione prodotta.

## Distribuzione
I primi tre episodi della serie hanno debuttato al Tribeca Film Festival il 15 giugno 2023.  La serie è stata ufficialmente rilasciata a livello internazionale il 7 luglio su Prime Video.

## Accoglienza
La serie è stata accolta molto positivamente dalla critica e dal pubblico, con elogi per l'interpretazione di Justina Machado nel ruolo della protagonista.